# Miller-index

Különféle Miller-indexű rácssíkok kockarácsban.

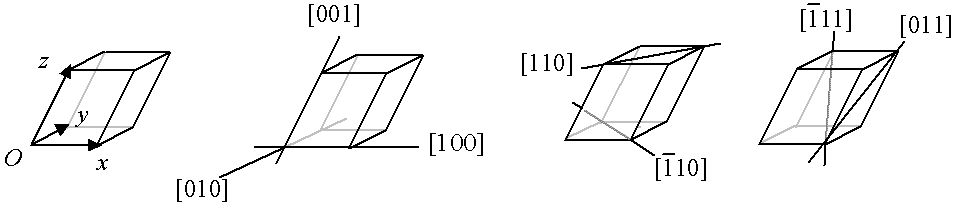
Miller-indexszel megadott rácsirányok.

A Miller-indexek a kristálytanban alkalmazott jelölésrendszer elemei, mellyel rácssíkokat, rácsirányokat adhatunk meg. A Miller-indexeket William Hallowes Miller javasolta 1839-ben.
Például egy háromdimenziós rácsban egy párhuzamos rácssíik-sereg megadható három egész számmal, ezek a Miller-indexek. Tipikus jelölésük h, k és l. Rácssíkok esetén (hkl) jelenti azokat a rácssíkokat, melyek merőlegesek a {\displaystyle h\mathbf {b_{1}} +k\mathbf {b_{2}} +\ell \mathbf {b_{3}} }, vektorra, ahol {\displaystyle \mathbf {b_{i}} } a reciprokrácsban választott bázis elemei. A fenti definícióból adódik, hogy a (hkl) rácssík nem minden esetben merőleges a {\displaystyle h\mathbf {a_{1}} +k\mathbf {a_{2}} +\ell \mathbf {a_{3}} } direkt rácsbeli vektorra. A szokásos jelölés a negatív Miller-indexekre, hogy előjel helyett felülvonást teszünk ki, így például -3 jelölése 3. Miller-indexek közül általában a lehető legkisebbet adják meg (azaz hogy h, k és l relatív prímek).
A fentieken kívül az alábbi jelölések szokásosak még:
- A {hkl} olyan rácssíkokat jelöl, melyek a rács szimmetriájára nézve a (hkl) rácssíkokkal ekvivalensek.

Rácsirányok esetén az alábbi jelölések szokásosak:
- A [hkl] direkt-rácsbeli irányokat jelöl,
- ⟨hkl⟩ pedig a [hkl] iránnyal a rács szimmetriájára nézve ekvivalens irányokat jelöli

Gyakori félreértés, hogy a Miller-index jelölések csak a primitív cella bázisvektoraival adhatók meg. Valójában tetszőleges választott bázisban megadhatók, így egy konkrét rácssík vagy rácsirány esetén a h, k, l értékek a választott bázistól függnek.

## Definíció

A Miller-indexek meghatározása a tengelymetszetek segítségével.

A rácssíkok Miller-indexei két, egymással ekvivalens módon definiálhatók: egyrészt egy reciproktérbeli koordinátával, másrészt a direkt rács rácsirányaival való metszéspontok inverzével. Mindkét esetben először választunk egy a1, a2, a3 bázist a direkt rácsban (a Bravais-rácsokban gyakran praktikus a primitív cellánál nagyobb elemi cellát választani). Ezek egyértelműen meghatározzák a b1, b2, b3 reciproktérbeli bázist.
Így a (hkl) Miller-indexek azt a rácssíkot jelölik, melynek a normálisa a reciprokrács bázisával kifejezve:
{\displaystyle \mathbf {g} _{hkl}=h\mathbf {b} _{1}+k\mathbf {b} _{2}+l\mathbf {b} _{3}}.
Azaz h, k és l a reciproktérbeli normálvektor koordinátái. Mivel a Miller-indexek egészek, így a normálvektor egyben rácspontot is jelöl. Mivel a Miller-indexeket úgy adjuk meg, hogy relatív prímek legyenek (azaz legnagyobb közös osztójuk 1), így a normálvektor az adott irányban megadható legrövidebb rácsvektor is egyben.
A fenti meghatározással ekvivalens, ha azt mondjuk, hogy (hkl) azt a síkot jelöli, mely az a1/h, a2/k, and a3/ℓ pontokra (vagy mindannyiuk többszöröseire) illeszkedik. Azaz a Miller-indexek arányosak a bázisvektorok irányába eső rácsirányokkal való metszéspontok inverzeivel. Ha valamely index nulla, akkor úgy tekintjük, hogy a metszéspont a végtelenben van, azaz az adott tengellyel a rácssík párhuzamos.
Az azonos Miller-indexszel jelölt rácssíkok merőleges távolsága kapcsolatban áll az adott rácssíkok legrövidebb ortogonális reciprokrács-vektorával: {\displaystyle d=2\pi /|\mathbf {g} _{hk\ell }|}.
A [hkl] jelölés az alábbi rácsirányt adja meg:
{\displaystyle h\mathbf {a} _{1}+k\mathbf {a} _{2}+l\mathbf {a} _{3}}.
Mint látható, itt a direkt rács bázisát alkalmazzuk. Megjegyzendő, hogy [hkl] irány általában nem merőleges a (hkl) síkra, ez csak kockarácsban teljesül.

## Kockarács Miller-indexei
A kockarácsok esetén az elemi cella bázisvektorai ortonormáltak, azaz páronként merőlegesek és egységnyi hosszúságúak. Ilyen bázisban a (hkl) és [hkl] és Miller-indexek rendre egybeesnek a Descartes-koordinátákkal megadott rácssíkokkal és rácsirányokkal.
Egy a rácsállandójú kockarácsban két (hkl) indexű rácssík távolsága:
{\displaystyle d_{hk\ell }={\frac {a}{\sqrt {h^{2}+k^{2}+\ell ^{2}}}}}.
A kockarács szimmetriái miatt az ekvivalens síkokat illetve irányokat jelölő Miller-indexekben szabályszerűségek találhatók:
- A rácsirány seregek esetén a rácsszimmetriák miatt egyes indexek felcserélhetők. Például a ⟨100⟩ rácsirány-sereg az ekvivalens [100], [010], [001] rácsirányokat vagy ezek ellentettjeit is jelöli.
- Hasonló szabályszerűség látható a {100} indexű rácssík-seregek jelölése esetén.

A lapcentrált és tércentrált kockarácsban, bár a primitív cella rácsvektorai nem ortonormáltak, mégis gyakran a fenti jelöléseket alkalmazzák a rácsirányok és rácssíkok jelölésére olyan módon, hogy a bázist nem a primitív cellában, hanem egy a rácshoz illeszkedő választott kockarácsban írják fel.

## Hexagonális és romboéderes rácsok Miller-indexei

Hexagonális rácsban jellemző Miller-index jelölések, a Miller–Bravais-indexek

Hexagonális és romboéderes rácsok esetén a hagyományos Miller-indexek helyett gyakran a célszerűbb (hkil) Miller–Bravais-indexeket alkalmazzák az alábbi feltétel mellett:
{\displaystyle h+k+i=0},
ahol h, k és l a hagyományos Miller-indexek, i pedig redundáns index.
Ez a négyindexes jelölés segít abban, hogy a felcserélhető indexű, egymással ekvivalens síkokat felismerjük. Például ebben a jelölésben jól látható a (110) ≡ (1120) és a (120) ≡ (1210) rácssíkok ekvivalenciája.

## Kristálytani síkok és irányok

Sűrű kristálytani irányok

A kristálytani irányok és síkok olyan elképzelt egyenesek illetve síkok, melyek egy kristály elemeit (atomokat, ionokat, molekulákat) kötnek össze. Egyes kristályirányokban az elemek nagyobb sűrűségűek. Ezen irányok és síkok fizikai jelentőséggel bírnak.
- Optikai hatások: szilárdtestekben a fény egyik atomról a másikra verődik Rayleigh-szórással. A sebesség függ az atomok sűrűségétől, így ha anizotrópia van a kristályban, az kettőstörést okozhat.
- Abszorpciós és kémiai folyamatok: a kristály atomjain és molekuláin létrejövő reakciók függnek ezek sűrűségétől.
- Felületi feszültség: a kondenzáció során nagyobb stabilitással rendelkeznek azok az atomok vagy molekulák, melyeket több másik vesz körül. Ezek alapján a felületi feszültségre is hatással van az atomok sűrűsége az adott felületen.
  - a felület kis kitüremkedéseit gyakran befolyásolják a rácsirányok
  - a kristályok egyes esetekben rácssíkok mentén elhasíthatók
- A diszlokációk viselkedését nagyban befolyásolja a sűrű rácssíkok helyzete.

## Fordítás
Ez a szócikk részben vagy egészben  a   Miller index című angol Wikipédia-szócikk ezen változatának fordításán alapul.  Az eredeti cikk szerkesztőit annak laptörténete sorolja fel. Ez a jelzés csupán a megfogalmazás eredetét és a szerzői jogokat jelzi, nem szolgál a cikkben szereplő információk forrásmegjelöléseként.

## Külső hivatkozások
- Miller-indexek magyarázata ábrákkal (angol)
- Online tananyag a rácssíkokról és a Miller-indexekről (angol)